# Edmond Dubrunfaut
Edmond Dubrunfaut, né le 21 avril 1920 à Denain (France)  et mort le 13 juillet 2007 à Furnes (Belgique), est un peintre et un créateur de tapisserie belge. De beaux exemples de ses œuvres se trouvent au musée de la tapisserie de Tournai, aux musées royaux d'art et d'histoire à Bruxelles, à la station de métro "Louise" à Bruxelles, dans la salle du Conseil de l'Université de Louvain-la-Neuve, à la maison communale d'Etterbeek et d'Overijse (salle des mariages), dans les collections du Crecit à Tournai, mais également dans les collections du Ministère des affaires étrangères pour les ambassades de Belgique à l'étranger.

## Biographie
Edmond Jules Victor Dubrunfaut naît le 21 avril 1920 ; ses parents sont Jules Dubrunfaut (né à Calonne le 7 février 1883 – mort à Tournai le 25 décembre 1948) et Céline Gille (également née à Calonne, le 1er mai 1890 – morte à Calonne 1er avril 1924), mariés à Paris. Son père exerce la profession de piqueur de cimenteries et est, avec son oncle, très engagé dans le syndicalisme. 
Alors qu'Edmond Dubrunfaut a deux ans, sa famille, à la recherche de travail, s’installe en Belgique, à Calonne, un village de carriers et de cimentiers du Tournaisis. Sa mère décède alors qu’il n’a que quatre ans. Sa tante Louisa (1878 – 12/01/1963) qu’il appelle Manza, l’une des sœurs de sa mère, prendra soin de son éducation et de celle de sa sœur. 
En 1932, il fait son premier séjour à Paris chez sa tante Marie, autre sœur de sa mère, cuisinière de la famille Soffard, apparentée aux Rotschild. 
À l’âge de 15 ans, Dubrunfaut, qui a bénéficié de l’appui de sa tante auprès de son père, entre à l'Académie des beaux-arts de Tournai où il suit le cours de peinture en bâtiment. Dubrunfaut abandonne rapidement cette section pour les cours de dessin de Jean Leroy (peintre) et de peinture de Léonce Pion. 
En 1937, Dubrunfaut se rend à Paris où il visite l’Exposition universelle  avec son professeur Jean Ler. La part de l’art monumental était extrêmement importante dans cette exposition, notamment par les interventions d’Albert Gleizes, Fernand Léger, Raoul Dufy et Robert Delaunay. Il y découvre le travail de nombreux artistes (Raoul Dufy, Fernand Léger, Le Corbusier, Guernica de Pablo Picasso, les tapisseries de Strebelle, de Wynants, de Jespers et les céramiques de Charles Counhaye) qui le persuade que l’art monumental et la tapisserie ont un avenir. Il rencontre Ravel et Kees Van Dongen grâce à Madame Soffard. 

En 1938, il obtient son diplôme du 4e degré à l’Ecole communale de Tournai. L’année suivante, le 22 avril 1939, il commence son service militaire comme simple soldat sous le matricule 127.89282 au 3e Régiment des chasseurs à pied. Il accepte d’emblée un service prolongé de dix-huit mois dont le terme est prévu le 30 mai 1940. Il est ensuite arrêté par les Allemands et acheminé sur Roulers, puis sur la gare de Courtrai d’où il s’enfuit avant d’être repris et emmené en camion à Renaix. Enfermé dans une usine textile, il s’échappe pour rejoindre Calonne, à pied, où il arrive au début du mois de juin 1940 et trouve la maison familiale en partie détruite et tous les papiers brûlés. 

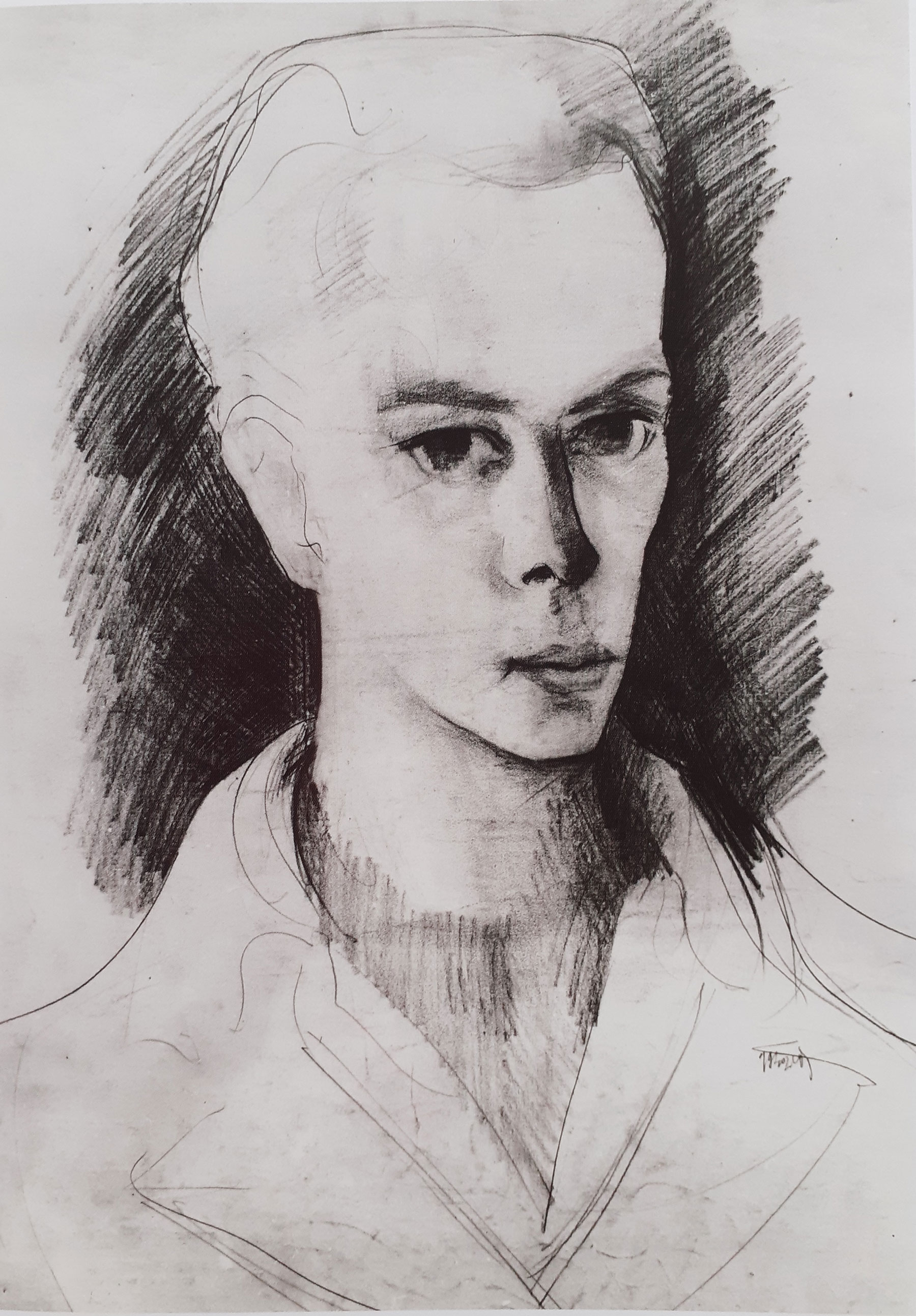
ED, autoportrait (1942) mine de plomb sur papier, 68,5x49cm

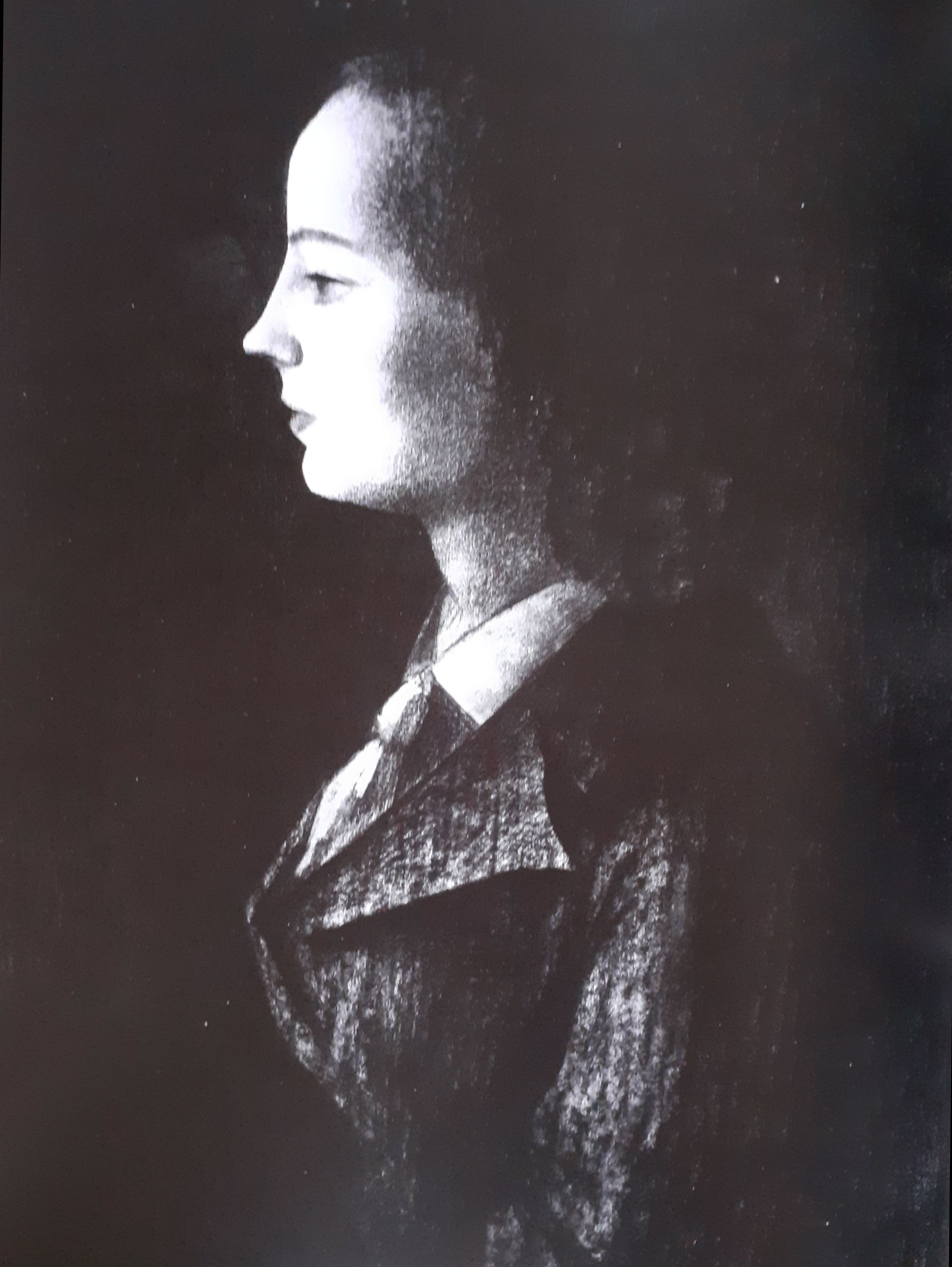
ED, Louise(1941), fusain comprimé, 101x70,5cm

Entre 1940 et 1943, il suit le cours de peinture monumentale de Charles Counaye à l'École nationale supérieure d'architecture et des arts décoratifs de la Cambre. En octobre 1943, il présente Le pain et le vin à l’Exposition nationale de Tapisseries au Palais des Beaux-Arts de Bruxelles. De 1941 à 1947, son premier atelier bruxellois est situé rue des Liégeois à Ixelles.
De 1943 à 1945, il participe à des campagnes photographiques du Service de la Documentation belge, sous la direction de Paul Coremans (1908-1965). Pendant cette période, il dessine les 50 Témoignages puis Les résistants, Les carriers et Les cimentiers. Sensibilisé à la tapisserie depuis l’enfance, il fonde à Tournai un atelier de tissage, à la fin de l’année 1942, l’atelier Leroy. À la Libération, en 1945, il crée un deuxième atelier, l’atelier Taquet. Trois ans plus tard, il publie Le manifeste pour l’art mural et devient membre de la Jeune peinture belge.
Le 23 juillet 1945, il épouse Irène Van Elslande (1922-2007), rencontrée à La Cambre où elle était étudiante dans l’atelier de reliure et dont il aura deux enfants Paul (1959) et Carine (1963). Il rédige le Manifeste pour l’art mural, suivi de Pour la rénovation de la tapisserie de haute et basse lisse en Belgique.
Jean Lurçat (1892-1966) visite son atelier en 1946, venu à Bruxelles à l’occasion de l’exposition La tapisserie française du Moyen Âge à nos jours. Admis à la Jeune Peinture belge le 28 février, il présentera des cartons de tapisserie dans les expositions du groupe.

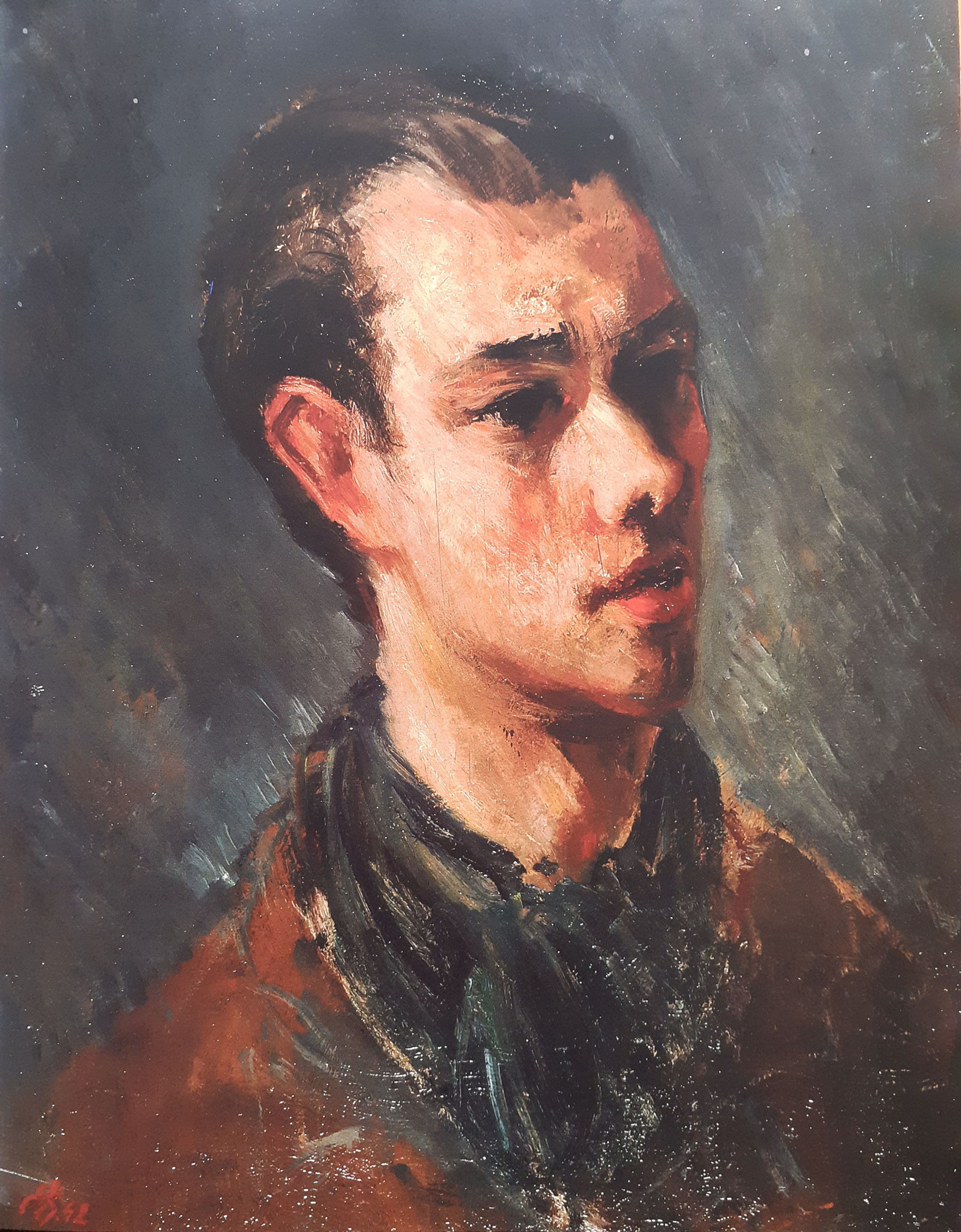
Edmond Dubrunfaut (1920-2007), autoportrait 1942, huile sur toile, 60x50cm

Peu après la fin de la Seconde Guerre mondiale, il fonde avec Louis Deltour et Somville le Centre de la rénovation de la tapisserie de Tournai. En 1947 est publié Le manifeste de forces murales qui marque la naissance du groupe. Il installe son atelier au 16 avenue des Mésanges à Auderghem, rencontre Paul-Henri Spaak (1899-1972) et remplit une commande de 300 m² de tapisseries destinées aux ambassades belges. Au mois de novembre, création du groupe Forces murales et rédaction du Manifeste de Forces murales avec la collaboration de Léon-Louis Sosset, secrétaire du Centre de Rénovation de la Tapisserie de Tournai. De 1947 à 1978, il enseigne l’art monumental à l'Académie des beaux-arts de Mons. 
En 1949, il réalise des fresques pour le Palais de Justice de Bruxelles sur le thème de la Vie des Pêcheurs, il s’installe à Tervuren au 11 Kasteelstraat (à l’époque, rue du Château).
De 1953 à 1959, Forces murales se réduit à Dubrunfaut et Somville. Dubrunfaut dessine des cartons de tapisserie pour le Gouvernement provincial du Brabant à Bruxelles et réalise Hommage aux constructeurs et Hommage aux visiteurs, peintures murales au polyester sur aluminium pour l’Exposition Universelle de Bruxelles en 1958 (160 m²).

	
Il entame en 1955 la série Les temps de l’homme avec Le retour, premier carton d’une série de 60 tapisseries.

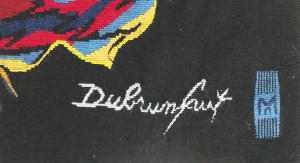
Signature Edmond Dubrunfaut, peintre et Maître-cartonnier

Il participe à la création des groupes Art et Réalité (1954, avec Raymond Coumans, Serge Creuz, Robert Delnest, Rik Slabbinck, Roger Somville, Louis Tournay et Paul Van Thienen) et Cuesmes 68 (1968, avec Agnès Arnould, Jean-Claude Faidherbe, Paule Herla, André Houfflin, Jacqueline Moulin, Alain Rousseau, Charly Vienne, Dany Vienne).
En 1978, il est initié au grade d’Apprenti dans la Loge Action et Solidarité n° 3 à Bruxelles le 8 février. Il passe ensuite au grade de Compagnon le 2 mai 1979, puis au grade de Maître le 19 novembre 1980.
En 1979, il participe à la création de la Fondation de la tapisserie, des arts du tissu et des arts muraux de Tournai. À partir des années 80, il travaille quasiment exclusivement en solitaire. En 1981, il fait partie des membres fondateurs du Domaine de la Lice.
En 2003, Dubrunfaut et Somville décident de confier une partie des créations de Forces Murales à l’Institut d’Histoire Ouvrière, Économique et Sociale de Seraing (IHOES). 
Irène Dubrunfaut décède le 21 mars 2007 ; Edmond lui survit de quelques mois et meurt à son tour le 13 juillet, à Furnes. 

## Œuvres
- 1966 : avec André Houfflin et Alain Rousseau, fresques de la Maison communale d’Erquelinnes (100 m²)

- 1968 : Décoration aux résines d’acryl du réfectoire de l’École technique à Cuesmes (450 m²) illustrant quatre thèmes Le chantier naval, Le battage d’été, La rentrée des foins, Le Borinage

- 1970 : 
  - Les jeunes et la vie, peintures aux résines d’acryl par le groupe Cuesmes 68 à l’intérieur et sur un mur extérieur de la Maison des Jeunes à Anderlecht (100 m²)
  - Mythes et Réalités, série de lavis à l’encre de Chine

- 1971 : Les hommes et la vie, ensemble de peintures aux résines de vinyle par le groupe de Cuesmes 68 pour l’Institut médico-chirurgical de Tournai (400 m²)

- 1972 : 
  - Les travailleurs syndiqués, voiles de polyester réalisés par Edmond Dubrunfaut et André Houfflin dans les escaliers des locaux de la F.G.T.B. à Tournai (11 m²)
  - Le pays blanc, peintures aux résines d’acryl du groupe Cuesmes 68 pour le réfectoire des usines Cimescaut à Antoing (75 m²)
  - Notre terre et le cosmos, peintures aux résines d’acryl par Dubrunfaut, Claude Biche, Paul Lembourg, Daniel Maroil dans une salle de l’École normale de l’État à Nivelles.
- 1973 :
  - L’arbre de vie et les âges de l’homme, peintures aux résines d’acryl par Dubrunfaut et André Houfflin dans la salle des Mariages de la Maison communale de Marchienne-au-Pont (50 m²)
  - Avec André Houfflin également, Les étapes de la lutte syndicale, peintures aux résines d’acryl sur fibres synthétiques pour les locaux de la C.G.S.P. – Bruxelles F.G.T.B. (16,8 m²).

- 1974 : 
  - Notre environnement, par le groupe de Cuesmes 68, série de peintures aux résines d’acryl dans le réfectoire du Lycée de Morlanwelz (380 m²)
  - La forêt est proche, peintures aux résines d’acryl, mosaïques, céramiques et béton polychromé, réalisés par Dubrunfaut, Ann Cape, Daniel Maroil et C. Podolski dans une série de petits immeubles du Logis à Watermael-Boitsfort entre 1974 et 1979 (201 m²)
  - Ainsi va la vie, émaux de grand feu sur acier, œuvre de Dubrunfaut seul pour l’Institut royal du Patrimoine artistique à Bruxelles

- 1975 : 
  - La récolte des tournesols, peintures aux résines d’acryl de Dubrunfaut et Daniel Maroil pour la Crèche communale d’Obourg-Mons (10 m²)
  - Notre siècle, émaux sur acier par Dubrunfaut seul pour le bassin de natation Quinot à Nivelles (40 m²)

- 1976 :
  - En nous regardant vivre, émaux sur acier par Dubrunfaut, Alain Rousseau, Charly Vienne, André Hupet, Daniel Maroil et Jean-Paul Piron, dans les jardins des Anciens établissements Labor à Mons (70 m²)
  - Le monde du travail, hier, aujourd’hui et demain, émaux de grand feu sur acier par Dubrunfaut, Monique Cornil, André Houfflin, Daniel Maroil, Alain Rousseau et les travailleurs des Anciens établissements Crahay, pour les locaux de la F.G.T.B. de Charleroi (140 m²)

- 1977 :
  - Le remembrement des terres, peintures aux résines d’acryl du groupe Cuesmes 68 pour la Société nationale du logement à Mons (85 m²)
  - Les portes de notre monde, peintures aux résines d’acryl par le groupe Cuesmes 68 au Foyer anderlechtois à Anderlecht (540 m²)
  - U.C.L. 550e, tapisserie pour les Halles universitaires de Louvain-la-Neuve (16 m²)

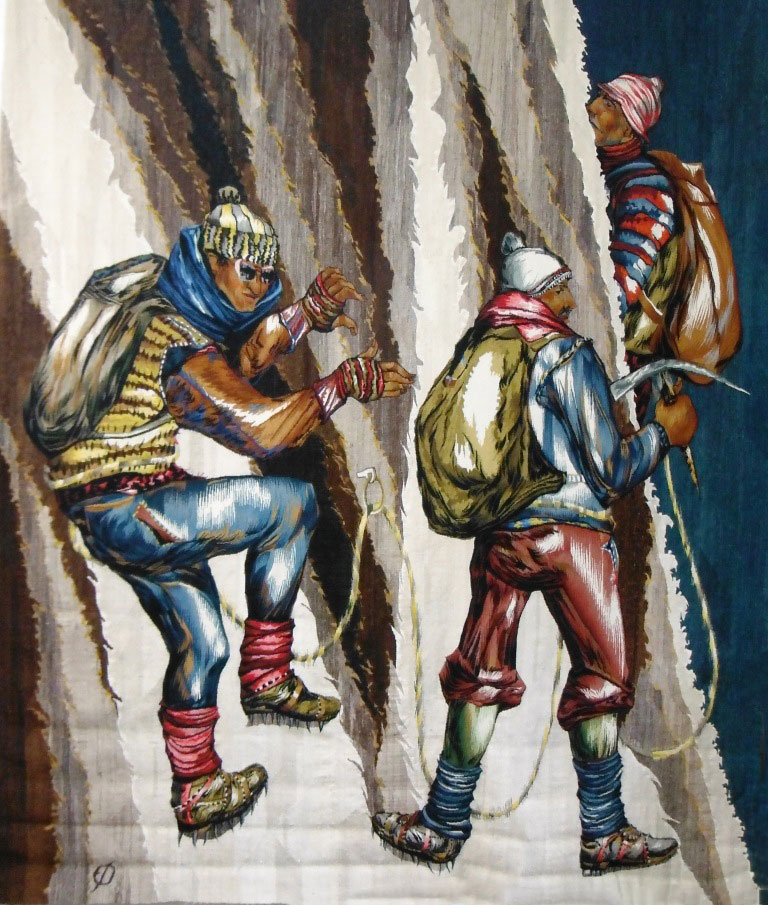
Edmond Dubrunfaut, Cordée, tapisserie, Atelier De Cneudt

- 1979 : Les mémoires d’un peuple, peintures aux résines d’acryl au Foyer socio-culturel d’Antoing (120 m²)

- 1980 : Six temps de l’action ouvrière et syndicale, peintures aux résines d’acryl pour la salle de réunion des locaux de la F.G.T.B. à Tournai (42 m²)
- 1981-1986 : Les marais – La grande oseraie, La vannerie, Le grand passage, céramiques et tapisseries pour le bassin de natation de Kain-Tournai (113 m²)

- 1981-1982 : Le paradis perdu, peintures aux résines d’acryl pour l’immeuble du Foyer bruxellois – La Marolle (200 m²)

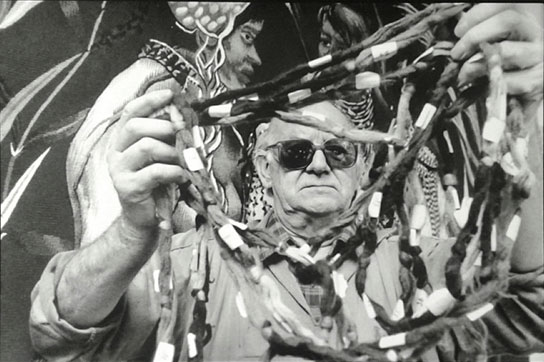
Edmond Dubrunfaut devant un chapelet de laines (1990)

- 1981-1983 : La terre en fleurs, notre espoir, tapisserie, Les hommes morcelés, céramique, Prendre le temps d’aimer, Le temps de la main, émaux sur acier pour la station de métro – Passage Louise, Bruxelles (136 m²)

- 1985 :
  - La paix des vergers, céramique pour le Centre de protection civile à Ghlin (75 m²)
  - Une journée d’été en 1984, céramique pour l’École solaire de Tournai (11,2 m²)

- 1986 : Premiers ébats, grès de grand feu pour la façade de la maison Leblois à Tilly (19 m²)

- 1986-1987 : La ligne de vie, céramique et peintures aux résines d’acryl pour le passage sous voies de la gare de Tournai (1475 m²)

- 1987 : Les quatre Âges de la vie ou Le monde de la lecture publique, tapisserie pour la Bibliothèque principale du Brabant wallon à Nivelles (13 m²)

- 1988-1989-1998 : Le long de l’Escaut, céramiques pour le café Le Scaldis à Antoing (38 m²)

- 1989 : Mythes et fantasmes, série de lavis à l’encre de Chine

- 1991-1992 : Mes voyages, lavis à l’encre de Chine, huiles et acryl

- 1992-1994 : 150 Cris du Monde, série de lavis à l’encre de Chine

- 1993 : Le carnaval, Les trois masques, La grande tannerie, Nouveau départ, peintures murales aux acryls pour les locaux de la régionale bruxelloise de la C.G.S.P. – A.C.O.D. à Bruxelles (36,43 m²)

- 1995-1996 :
  - A la rencontre des chemins et des hommes, céramiques avec Dominique Vandenbroeke, rond-point de Bruyelle à Antoing (85 m²)
  - Le retour des fantasmes, lavis à l’encre de Chine
  - 50 portraits du temps présent, lavis à l’encre de Chine

- 1996 :
  - Que vive la terre, acryl avec I. Constantin, Bernard Dewasme et Dominique Vandenbroeke
  - Symbole de l’action humaine, 3 pierres, mur antibruit du TGV à Péronnes (150,8 m²)
  - Visages du temps qui passe, 50 lavis à l’encre de Chine

- 1995-1998 : Les générations : Jeunesse en fleurs, peinture aux acryls sur éternit placée sur un mur devant l’École primaire de Calonne (12,5 m²)

- 1996-1999 : Installations diverses sur les sites aménagés pour les travaux du TGV dans la région d’Antoing : Rond-point du mur du TGV : Centre symbolique de la cité, 1 pierre ; Espace Paul Duvigneaud : Symboles de l’interaction des sciences, des techniques et des arts, 7 pierres ; Cinq carrières : Symbole des 5 rocs, 5 pierres ; Rond-point des droits de l’homme et de l’enfant, 11 pierres peintes en blanc ; Symbole des luttes sociales, 9 pierres, rond-point du Maugré
- 1997 :
  - Le pays blanc – blanc pays, 30 lavis à l’encre de Chine
  - Les chants d’Eros, 54 lavis à l’encre de Chine

- 2000 :
  - Les acteurs du Maugré, avec Bernard Dewasme et Dominique Vandenbroeke, acryl, Maubray (72,5 m²)
  - Têtes du temps qui fuit, lavis à l’encre de Chine
  - Figures du temps des voyages, lavis à l’encre de Chine

- 2001 : 
  - Images du temps perdu, lavis à l’encre de Chine
  - Physionomies du temps des champions, lavis à l’encre de Chine
  - Personnalités du temps des stars, lavis à l’encre de Chine

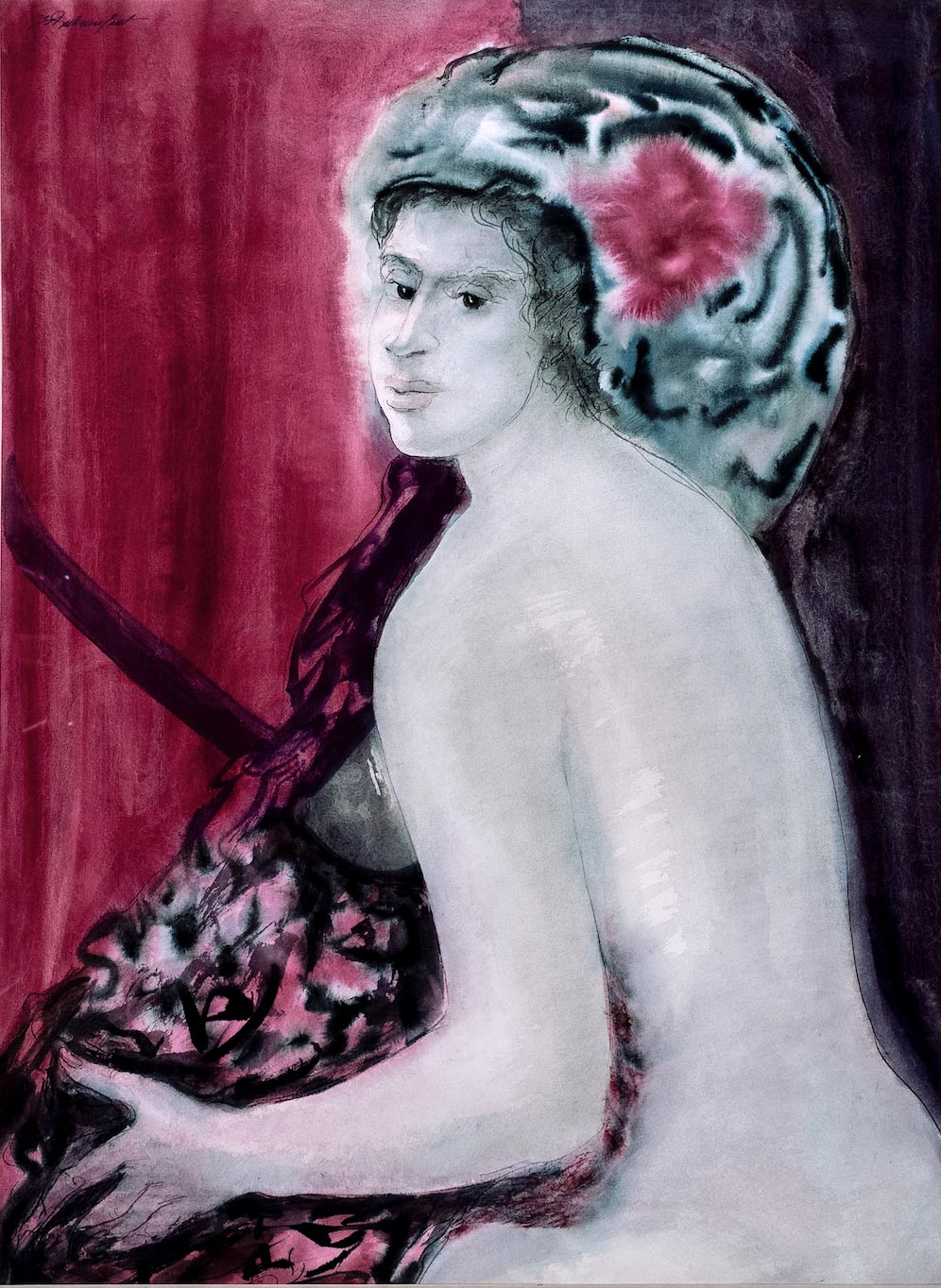
Edmond Dubrunfaut, Sortie de bain, lavis

- 2002 : Alexandre Blok, Les douze, série de 12 lavis à l’encre de Chine.

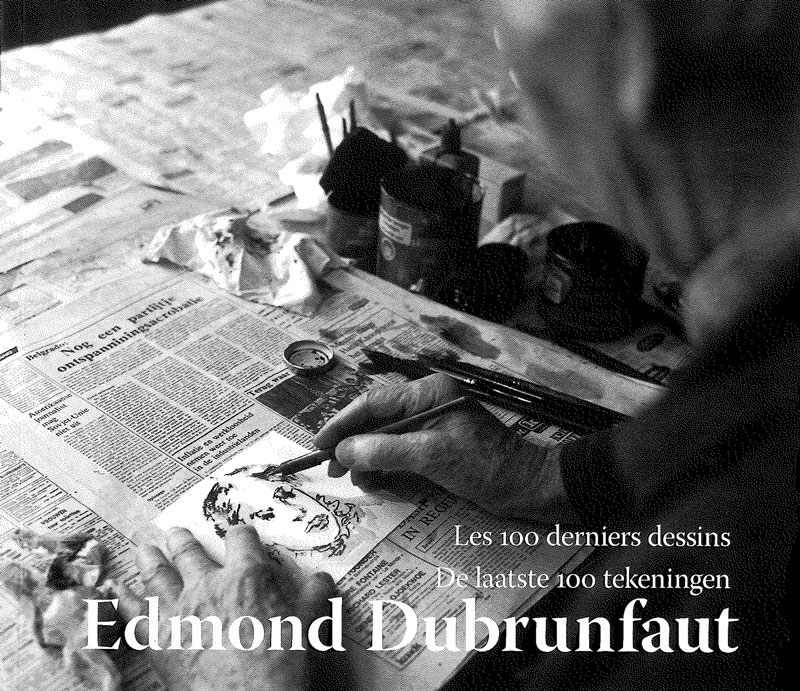
Les 100 derniers dessins d'Edmond Dubrunfaut